# Élections cantonales de 1919 dans la Somme
Les élections cantonales françaises de 1919 ont eu lieu le 14 et le 21 décembre 1919.

## Contexte départemental

### Assemblée départementale sortante
Avant les élections, le conseil général de la Somme est présidé par Louis Rameau (ARD), à la tête du département depuis 1902. Il comprend 41 conseillers généraux issus des 41 cantons de la Somme. L'ensemble des 41 cantons sont renouvelables lors de ces élections.
| Parti                                           | Sigle | Sigle | Élus |
| ----------------------------------------------- | ----- | ----- | ---- |
| Centre-gauche (23 sièges)                       |       |       |      |
| Parti républicain radical et radical-socialiste |       | PRRRS | 23   |
| Centre-droit (11 sièges)                        |       |       |      |
| Alliance républicaine démocratique              |       | ARD   | 10   |
| Radicaux indépendants                           |       | RI    | 1    |
| Droite (5 sièges)                               |       |       |      |
| Fédération républicaine                         |       | FR    | 4    |
| Action libérale populaire                       |       | ALP   | 1    |
| Gauche (2 sièges)                               |       |       |      |
| Section française de l'Internationale ouvrière  |       | SFIO  | 2    |
| Président du conseil général                    |       |       |      |
| Louis Rameau (ARD)                              |       |       |      |

## Conseil général élu
| Canton                 | Conseiller sortant      | Étiquette | Candidat élu                   | Étiquette |
| ---------------------- | ----------------------- | --------- | ------------------------------ | --------- |
| Abbeville-Nord         | Émile Ternois           | PRRRS     | Émile Ternois                  | PRRRS     |
| Abbeville-Sud          | Achille Delacroix       | PRRRS     | Achille Delacroix              | PRRRS     |
| Acheux-en-Amiénois     | Charles Corbier*        | PRRRS     | Emile Pérot                    | PRRRS     |
| Ailly-le-Haut-Clocher  | Eugène Villemant*       | ARD       | François Oger                  | PRRRS     |
| Ailly-sur-Noye         | Louis Binant            | RI        | Louis Binant                   | RI        |
| Albert                 | Adrien Dumeigne ¹       | PRRRS     | Abel Pifre                     | FR        |
| Amiens-Nord-Ouest      | Louis Dutilloy          | SFIO      | Louis Dutilloy                 | SFIO      |
| Amiens-Nord-Est        | Auguste Cleuet*         | SFIO      | Jules Thierry                  | SFIO      |
| Amiens-Sud-Est         | Joseph Delasalle*       | FR        | Aristide Lequai                | FR        |
| Amiens-Sud-Ouest       | Georges Béthouart       | FR        | Georges Béthouart              | FR        |
| Ault                   | Adéodat Gilson          | PRRRS     | Adéodat Gilson                 | PRRRS     |
| Bernaville             | Edmond Vaquette         | ARD       | Edmond Vaquette                | ARD       |
| Boves                  | Ernest Cauvin           | ARD       | Ernest Cauvin                  | ARD       |
| Bray-sur-Somme         | Ernest Choqué           | PRRRS     | Ernest Choqué                  | PRRRS     |
| Chaulnes               | Ernest Boinet ¹         | ARD       | Eugène Boinet                  | ARD       |
| Combles                | Émile Magniez ¹         | PRRRS     | Léon Carré                     | PRRRS     |
| Conty                  | Alphonse de l'Épine*    | ALP       | Alexis de l'Épine              | FR        |
| Corbie                 | Alphonse Hourdequin*    | FR        | Raoul Lemaire                  | PRS       |
| Crécy-en-Ponthieu      | Louis Sagebien*         | ARD       | Joseph Thuillier               | FR        |
| Domart-en-Ponthieu     | Anatole Jovelet         | PRRRS     | Anatole Jovelet                | PRRRS     |
| Doullens               | Étienne Dusevel         | PRRRS     | Étienne Dusevel                | PRRRS     |
| Gamaches               | Léon Saliès             | FR        | Léon Saliès                    | FR        |
| Hallencourt            | Roger Colart            | PRRRS     | Roger Colart                   | PRRRS     |
| Ham                    | Auguste Rougé           | PRRRS     | Auguste Rougé                  | PRRRS     |
| Hornoy-le-Bourg        | Georges Manchion        | ARD       | Georges Manchion               | ARD       |
| Molliens-Vidame        | Edmond Seclet*          | PRRRS     | Edmond Cavillon                | RI        |
| Montdidier             | Adolphe Havart*         | PRRRS     | Joseph de Villeneuve-Bargemont | ARD       |
| Moreuil                | Arthur Quillet          | PRRRS     | Arthur Quillet                 | PRRRS     |
| Moyenneville           | Gustave Lecul           | PRRRS     | Gustave Lecul                  | PRRRS     |
| Nesle                  | Hector Lamotte          | ARD       | Hector Lamotte                 | ARD       |
| Nouvion                | Fernand Maquennehen ¹   | PRRRS     | Henri Peincedé                 | ARD       |
| Oisemont               | Émile Boucher           | PRRRS     | Émile Boucher                  | PRRRS     |
| Péronne                | Charles Boulanger       | PRRRS     | Charles Boulanger              | PRRRS     |
| Picquingy              | Paul Thuillier-Buridard | PRRRS     | Paul Thuillier-Buridard        | PRRRS     |
| Poix-de-Picardie       | Louis Rameau*           | ARD       | Armand Jumel                   | FR        |
| Roisel                 | Emmanuel Trocmé-Pivron* | PRRRS     | Achille Provins                | PRRRS     |
| Rosières-en-Santerre   | Louis-Lucien Klotz      | PRRRS     | Louis-Lucien Klotz             | PRRRS     |
| Roye                   | Elie Vasseur*           | ARD       | Alfred Lejeune                 | PRRRS     |
| Rue                    | Anatole Gosselin        | ARD       | Anatole Gosselin               | ARD       |
| Saint-Valery-sur-Somme | Louis Delattre*         | PRRRS     | Albert Pruvost                 | PRRRS     |
| Villers-Bocage         | Paul Casimir Dubois     | PRRRS     | Albert Ménil                   | FR        |

*Conseillers généraux sortants ne se représentant pas
¹ Sièges vacants pour cause de décès.

### Élus
| Partis              | Partis                                          | Conseillers sortants | Conseillers élus | Évolution     |
| ------------------- | ----------------------------------------------- | -------------------- | ---------------- | ------------- |
|                     | Parti républicain radical et radical-socialiste | 23                   | 20               | 3             |
|                     | Parti républicain-socialiste                    | 0                    | 1                | 1             |
| Total Centre-gauche | Total Centre-gauche                             | 23                   | 21               | 2             |
|                     | Alliance républicaine démocratique              | 10                   | 8                | 2             |
|                     | Radicaux indépendants                           | 1                    | 2                | 1             |
| Total Centre-droit  | Total Centre-droit                              | 11                   | 10               | 1             |
|                     | Fédération républicaine                         | 4                    | 8                | 4             |
|                     | Action libérale populaire                       | 1                    | 0                | 1             |
| Total Droite        | Total Droite                                    | 5                    | 8                | 3             |
|                     | Section française de l'Internationale ouvrière  | 2                    | 2                | en stagnation |
| Total Gauche        | Total Gauche                                    | 2                    | 2                | en stagnation |

### Groupes politiques
| Parti                                           | Sigle | Sigle | Élus |
| ----------------------------------------------- | ----- | ----- | ---- |
| Centre-gauche (21 sièges)                       |       |       |      |
| Parti républicain radical et radical-socialiste |       | PRRRS | 20   |
| Parti républicain-socialiste                    |       | PRS   | 1    |
| Centre-droit (10 sièges)                        |       |       |      |
| Alliance républicaine démocratique              |       | ARD   | 8    |
| Radicaux indépendants                           |       | RI    | 2    |
| Droite (8 sièges)                               |       |       |      |
| Fédération républicaine                         |       | FR    | 8    |
| Gauche (2 sièges)                               |       |       |      |
| Section française de l'Internationale ouvrière  |       | SFIO  | 2    |
| Président du conseil général                    |       |       |      |
| Louis-Lucien Klotz (PRRRS)                      |       |       |      |